# Le Guêpier
Pour les articles homonymes, voir Le Guêpier (homonymie).
Pour plus de détails, voir Fiche technique et Distribution.
Le Guêpier est un film franco-italien réalisé par Roger Pigaut tourné en 1975 et sorti en 1976

## Synopsis
Un joueur invétéré doit voler une valise pleine de billets convoitée par Melba, une chanteuse de cabaret. Une cavale s'ensuit...

## Fiche technique
- Titre original français : Le Guêpier
- Titre italien : Sleeping car - Supplemento rapido con cadavere
- Réalisation : Roger Pigaut
- Scénario original et dialogues: André-Georges Brunelin, Roger Pigaut
- Photographie : Daniel Vogel
- Montage : Christian Gaudin
- Musique : Giancarlo Chiaramello
- Son : Vartan Karakeusian
- Sociétés de production : Filmel, Productions et éditions cinématographiques françaises (PECF), Produzione Intercontinentale Cinematografica (PIC)
- Pays de production :  France |  Italie
- Langue : Français
- Format : couleur (Eastmancolor) — 35 mm — 1,85:1 — Son : Mono
- Genre : drame, policier
- Durée : 95 minutes
- Dates de sortie : 
  - France : 10 mars 1976
  - Italie : 1979
  - Portugal : 30 octobre 1980
- Affiche : René Ferracci (France)

## Distribution
- Claude Brasseur : Renaud
- Marthe Keller : Melba
- Gabriele Ferzetti : Gaspard
- Vicky Messica : Vava
- Vittorio Sanipoli : Fossetti
- John Steiner : Fisher
- Joëlle Bernard : Sarah
- Fernand Guiot : Navarre
- Jacques Richard : Miro
- Hélène Manesse : Irène
- Jean Herbert alias Popeck : Hans
- Henri Czarniak : Le directeur
- Louis Lyonnet : Le patron du bistrot
- Janine Souchon : La patronne du bistrot
- Jacques Préboist : Le gendarme
- Marion Loran : La barmaid
- Vincent Hury : Gruber
- Arlette Emmery : Gertrude
- Roger Muni : L'employé des wagons-lits
- Jean-Michel Molé : Albert
- Alexis Dumay : Albert
- Karim Anders : Une strip-teaseuse
- Betty Beer : Une strip-teaseuse
- Bibi Metezeau : Une strip-teaseuse
- Jack Jourdan : Un joueur